# Syndrome de délétion 11p
 Mise en garde médicale
Le syndrome de délétion 11p, précédemment connu sous le nom de syndrome WAGR, est une maladie génétique dans laquelle les personnes sont exposées à un risque de tumeur de Wilms (un type de cancer du rein ), une aniridie, des anomalies génito-urinaires et retard mental . 

## Symptômes
Les autres  symptômes peuvent inclure une sensibilité à la lumière, des cataractes, une obésité infantile, une pancréatite et une insuffisance rénale . Les déficiences intellectuelles sont généralement dans la gamme légère à modérée.

## Cause
La cause est la délétion du matériel génétique sur le bras court du chromosome 11 . La plupart des cas surviennent spontanément au cours du développement précoce, bien que rarement, il puisse être hérité d'un parent. Ce qui manque, c'est un groupe de gènes, dont PAX6 et WT1, qui se trouvent l'un à côté de l'autre . Si le gène BDNF est également impliqué, l'obésité survient. 

## Diagnostic
Le diagnostic est généralement suspecté sur la base de l'examen à la naissance et confirmé par le caryotypage .

## Traitement
Le traitement est basé sur les symptômes, la tumeur de Wilms est généralement traitée par chirurgie et chimiothérapie. Les déficiences intellectuelles peuvent être prises en charge par une éducation spécialisée et les problèmes rénaux peuvent être gérés avec des inhibiteurs de l'ECA ou une transplantation rénale . On pense que l'espérance de vie est réduite, mais on ne sait pas de combien.

## Fréquence
Le syndrome WAGR affecte entre 1 personne sur 500 000 et 1 personne sur un million. Les hommes sont plus souvent touchés que les femmes. 

## Histoire
La condition a été décrite pour la première fois par Miller en 1964,. L'anomalie génétique associée a été découverte en 1978 par Riccardi.